# 久昌寺 (秩父市)
久昌寺（きゅうしょうじ）は、埼玉県秩父市にある曹洞宗の寺院で、山号は岩谷山と号する。
本尊真言：おん あろりきゃ そわか
御詠歌：水上はいづくなるらん岩谷堂 朝日もくなく夕日かがやく

## 歴史
創建年代は不明である。秩父札所三十四観音霊場を開設したとされる性空が、閻魔大王より石製の手判を授かり、当寺に奉納したという話が伝わっている。そういう逸話から「御手判寺」と呼ばれるようになった。
当寺には「奥野の鬼女」伝説が伝わっている。昔、悪行を重ねたため、妊娠の身でありながら家から追い出された女（鬼女）がいた。鬼女は久那の洞窟に住んで、ほどなく女児を産んだ。鬼女は娘が15歳になった時に亡くなった。娘は母親（鬼女）が地獄で苦しんでいるのを嘆き、旅の僧侶から授かった聖観世音菩薩に祈り、鬼女の菩提を弔う観音堂の創建を発願したという。

## 文化財
- 札所25番 岩谷山久昌寺（秩父市指定史跡 昭和40年1月25日指定）[3]

## 交通アクセス
- 浦山口駅より徒歩25分。